# Равулізумаб
Равулізумаб (англ. Ravulizumab) — гуманізоване (від миші) моноклональне антитіло до білка C5, який застосовується в лікуванні пароксизмальної нічної гемоглобінурії та атипового гемолітико-уремічного синдрому. Пароксизмальна нічна гемоглобінурія характеризується руйнуванням еритроцитів, анемією (еритроцити не здатні переносити достатню кількість кисню до тканин), утворенням тромбів і порушенням функції кісткового мозку (недостатня кількість клітин крові). При пароксизмальній нічній гемоглобінурії білки, відомі як система комплементу, яка є частиною імунної системи, у зв'язку з генетичною мутацією стають надмірно активними, і починають атакувати власні еритроцити хворого. Равулізумаб — це моноклональне антитіло (тип білка), яке взаємодіє з білком С5, який є частиною системи комплементу. Зв'язуючись з білком С5, препарат блокує його дію, і тим самим зменшує руйнування еритроцитів.
Найпоширенішими побічними ефектами препарату є інфекції верхніх дихальних шляхів (інфекції носа та горла), назофарингіт та головний біль. Найсерйознішим побічним ефектом є менінгококова інфекція — бактеріальна інфекція, спричинена Neisseria meningitidis, яка є причиною менінгіту та сепсису.

## Медичне застосування
У США равулізумаб схвалений для застосування у дорослих і дітей віком від одного місяця для лікування пароксизмальної нічної гемоглобінурії, а також для лікування дорослих і дітей віком від одного місяця з атиповим гемолітико-уремічним синдромом для інгібування комплемент-опосередкованої тромботичної мікроангіопатії.
У Європейському Союзі равулізумаб схвалений для лікування дорослих з пароксизмальною нічною гемоглобінурією:
- в осіб з гемолізом із клінічними симптомами, які вказують на високу активність хвороби[1];
- в осіб, які клінічно стабільні після лікування екулізумабом щонайменше протягом останніх 6 місяців.[1]

## Історія розробки
Равулізумаб розроблений компанією «Alexion Pharmaceuticals». Препарат був розроблений на основі екулізумабу для досягнення більш тривалого ефекту. Препарат схвалений Управлінням з контролю за продуктами і ліками США (FDA) у грудні 2018 року. У квітні 2019 року Комітет з лікарських засобів для людей) Європейського агентства з лікарських засобів рекомендував надати умовний дозвіл на застосування равулізумабу. Равулізумаб був остаточно схвалений для медичного застосування в ЄС у липні 2019 року.